# Korea Defense Service Medal
La Korea Defense Service Medal (KDSM - Médaille du service de défense de la Corée) est une médaille de service militaire des forces armées des États-Unis qui a été créée pour la première fois en 2002 lorsqu'elle a été promulguée par le président George W. Bush. Le projet de loi visant à la créer a été présenté et défendu par le représentant Elton Gallegly (R-CA) et le sénateur Jeff Bingaman (D-NM). Plusieurs dessins ont été proposés pour la médaille ; le dessin retenu a été réalisé par John Sproston.
Les personnes qui reçoivent la médaille peuvent devenir membres des Veterans of Foreign Wars (VFW) et de l'American Legion.

## Critères
La Korea Defense Service Medal est autorisée pour les membres des forces armées des États-Unis qui ont servi en Corée du Sud pour soutenir la défense de l'État sud-coréen après la signature de l'accord d'armistice coréen (armistice de Panmunjeom). Pour obtenir la KDSM, un membre des forces armées doit avoir servi au moins trente jours consécutifs sur le théâtre d'opérations sud-coréen. La médaille est également décernée pour 60 jours de service non consécutifs, ce qui inclut les réservistes en formation annuelle en Corée du Sud.
Des exceptions à la règle des 30/60 jours sont prévues si le militaire a participé à un engagement armé de combat, s'il a été blessé dans l'exercice de ses fonctions et a dû être évacué pour raisons médicales, ou s'il a participé, en tant que membre d'équipage régulièrement affecté, à des sorties aériennes totalisant plus de 30 jours de service dans l'espace aérien sud-coréen. Dans ces cas, la KDSM est autorisée sans tenir compte du temps passé sur le théâtre des opérations.
La Korea Defense Service Medal est rétroactive à la fin de la guerre de Corée et est accordée pour tout service effectué après le 28 juillet 1954. Le National Personnel Records Center est chargé de vérifier les droits à la KDSM des militaires libérés qui ont servi en Corée du Sud avant la création de la KDSM.
En tant qu'exception officielle à la politique du ministère américain de la défense, les militaires peuvent avoir droit à la fois à la médaille expéditionnaire des forces armées et à la KDSM pour leur participation aux opérations en Corée du Sud au cours de la même période, entre le 1er octobre 1966 et le 30 juin 1974.
Une seule attribution de la Korea Defense Service Medal est autorisée, quelle que soit la durée du service sur le théâtre sud-coréen.

## Apparence
La Korea Defense Service Medal est une médaille en bronze de 32 mm de diamètre. L'avers porte un "dragon circulaire" coréen, entouré d'un rouleau portant l'inscription KOREA DEFENSE SERVICE. Dans une version antérieure de la médaille, le listel porte l'inscription KOREA DEFENSE SERVICE MEDAL. À la base de la médaille se trouvent deux branches, de laurier à gauche et de bambou à droite. Le revers porte une silhouette de la péninsule coréenne surmontée de deux épées croisées, pointes en l'air. Le pourtour est orné d'un cercle décoratif à cinq pointes.
Le ruban de la Korea Defense Service Medal est principalement vert et mesure 1+3⁄8 pouces (35 mm) de large. Au centre se trouve une bande bleu outremer de 1⁄4 pouce (6,4 mm), flanquée de bandes de 1⁄16 pouce (1,6 mm) de jaune d'or et de blanc, espacées de 3⁄32 pouces (2,4 mm).

## Source
- (en) Cet article est partiellement ou en totalité issu de l’article de Wikipédia en anglais intitulé « Korea Defense Service Medal » (voir la liste des auteurs).